# Cims borrascosos (pel·lícula de 1992)
Cims borrascosos (títol original en anglès Wuthering Heights) és una pel·lícula realitzada el 1992 per Peter Kosminsky. Adaptació de la novel·la homònima d'Emily Brontë. Ha estat doblada al català.

## Argument
Tracta principalment de la història d'amor entre Catherine Earnshaw i Heathcliff. El pare de Catherine i Hindley Earnshaw porta Heathcliff, un nen que troba abandonat als carrers de Liverpool. Des d'aquell moment començarà una relació de gelosia entre Hindley i Heathcliff, i per contra sorgirà una estreta relació d'amor entre Heathcliff i Catherine. Un cop els pares dels nens morin, Hindley aconseguirà el control de la casa i s'encarregarà que Heathcliff ho passi malament.
Catherine se n'anirà a viure uns mesos a casa dels Linton, on coneixerà Edgar, el seu futur marit després de la desaparició misteriosa d'Heathcliff, que reapareixerà després de dos anys i intentarà recuperar el que és seu. Després de la seva reaparició tindran lloc una sèrie d'incidents turbulents que afectaran considerablement les vides de tots aquells que són al seu voltant.

## Repartiment
- Juliette Binoche: Cathy Linton/Catherine Earnshaw
- Ralph Fiennes: Heathcliff
- Janet McTeer: Ellen Dean
- Sophie Ward: Isabella Linton
- Simon Shepherd: Edgar Linton
- Jeremy Northam: Hindley Earnshaw
- Jason Riddington: Hareton Earnshaw
- Simon Ward: Mr. Linton
- Dick Sullivan: Parson
- Robert Demeger: Joseph
- Paul Geoffrey: Mr. Lockwood
- John Woodvine: Mr. Earnshaw
- Jennifer Daniel: Mrs. Linton
- Janine Wood: Frances Earnshaw
- Jonathan Firth: Linton Heathcliff
- Jon Howard: Heathcliff, de nen
- Jessica Hennell: Cathy enfant
- Trevor Cooper: Dr. Kenneth
- Steven Slarke: Hindley Earnshaw als 16 anys
- Rupert Holliday-Evans: Vicar
- Sean Bowden: Hareton, de nen

Existeix una aparició sense sortir als crèdits de la cantant irlandesa Sinead O'Connor al principi i al final de la pel·lícula.